# Rewolwer Miroku Special Police
Miroku Special Police – japoński rewolwer produkowany przez firmę Miroku. Znajdował się na uzbrojeniu japońskiej policji, a także był sprzedawany na amerykańskim rynku cywilnym jako Liberty Chief oraz EIG.